# Anuar Ibrahim Mitre
Anuar Ibrahim Mitre (São Paulo, 31 de julho de 1949) é um cirurgião urologista brasileiro. 
Filho de imigrantes sírios antioquinos, Anuar realizou a primeira telecirurgia do hemisfério sul, a terceira da história, além de ter sido um dos pioneiros na técnica laparoscópica. 
Na área acadêmica, possui graduação em Medicina pela Faculdade de Medicina da Universidade de São Paulo (1973), residência no Hospital das Clínicas da Faculdade de Medicina da Universidade de São Paulo (1976) e no Hospital Necker da Universidade de Paris (1979), mestrado (1980), doutorado (1987) e livre-docência (1990) em Urologia-Departamento de Cirurgia pela Faculdade de Medicina da Universidade de São Paulo. É professor titular de Urologia da Faculdade de Medicina de Jundiaí e professor associado de Urologia da Faculdade de Medicina da Universidade de São Paulo. As áreas de atuação predominantemente são de cirurgia urológica laparoscópica, robótica e endourologia.
Foi baleado por um paciente, que se suicidou em seguida, dentro de seu consultório, localizado no prédio à frente do Hospital Sírio-Libanês com 4 tiros no dia 15 de setembro de 2014.